# Platinite
La platinite è un minerale, scoperto dal fisico svizzero Premio Nobel Charles Edouard Guillaume negli anni dieci del XX secolo. Questo minerale non è stato accettato come specie a sé dall'IMA nel 1999 perché le analisi hanno dimostrato che si tratta di una miscela di galena e laitakarite.